# Les Kershaw
Les Kershaw war Chefscout der Fußballabteilung von Manchester United und Leiter der Nachwuchsabteilung Manchester United Football Academy. Am Ende der Saison 2005–06 wurde er von seinem Nachfolger Brian McClair abgelöst.
Kershaw ist promovierter Chemiker und arbeitete ursprünglich als Wissenschaftler an der Manchester Metropolitan University. Freiberuflich war er daneben als Talentscout für den Arsenal-Trainer George Graham tätig. In dieser Funktion wurde er vom Team-Manager Alex Ferguson abgeworben und bei Manchester eingestellt. Kershaw brachte einige Talente zu Manchester United, wie zum Beispiel Paul Ince, Ole Gunnar Solskjær und Roy Keane. Als er sich beim AS Monaco, bei dem damals Thierry Henry spielte, nach Talenten umsehen sollte und auf Henry aufmerksam gemacht wurde, lehnte er diesen jedoch ab. Das wird vielfach als einer der größten Fehler von Kershaw angesehen. 2005 wurde er durch die Royal Society of Chemistry für seine Aktivitäten zur Förderung des wissenschaftlichen Interesses bei Kindern und Jugendlichen mit dem President's Award ausgezeichnet. Auf Kershaws Anregung wurde unter anderem im Stadion von Manchester United ein Workshop mit mehr als 500 Kindern zum Thema Fullerene („Buckyball“) durchgeführt, der von Nobelpreisträger und Fullerene-Entdecker Harold Kroto geleitet wurde.